# Symptome und Diagnose der Schizophrenie
Die Schizophrenie ist eine psychische Störung, die weltweit mit einem Lebenszeitrisiko von ca. 1 % auftritt. Die Krankheit hat einen variablen Verlauf und beginnt bei der Mehrzahl der Patienten vor dem 35. Lebensjahr. Die Ursache der Erkrankung ist unbekannt. Das Erscheinungsbild der Schizophrenie ist durch Positiv- und Negativsymptome gekennzeichnet, die sich in den verschiedenen Krankheitsstadien unterschiedlich manifestieren. Dieser Artikel gibt eine Übersicht über die Formen des krankheitsbedingten Erlebens und Verhaltens von Patienten mit einer Schizophrenie (Symptomatik) sowie über das Verfahren des richtigen Erkennens der Erkrankung (Diagnose).
Aufgrund der Vielgestaltigkeit der Schizophrenie als einer Gruppe von Erkrankungen (Bleuler) ist eine einheitliche Beschreibung von Symptomen nicht möglich. Es gibt auch keine Kardinalsymptome der Schizophrenie im engeren Sinne, da die Ursache der Erkrankung unbekannt ist. Im Laufe der Zeit wurden unterschiedliche Krankheitskonzepte der Schizophrenie entwickelt, die jeweils einen eigenen Wert auf bestimmte Symptome gelegt haben.

## Grundlagen
Die Grundlagen eines diagnostischen psychiatrischen Prozesses können unter den allgemeinen Stichworten der psychiatrischen Untersuchung und Befunderhebung und der psychiatrischen Diagnose und Klassifikation zusammengefasst werden. Die psychiatrische Untersuchung umfasst Gespräch, psychopathologische Befunderhebung und verschiedene Untersuchungsebenen. Um diese zu strukturieren, wurden die unterschiedlichsten Erhebungsinstrumente entwickelt. Für den deutschsprachigen Bereich sei hier vor allem das AMDP-System erwähnt. Die psychiatrische Klassifikation kennt heute zwei wichtige Klassifikationssysteme, die ICD der Weltgesundheitsorganisation und das DSM-5 der American Psychiatric Association. Zur klassifikatorischen Diagnostik wurden spezielle Erhebungsinstrumente entwickelt. Das Strukturierte klinische Interview für DSM-IV (SKID) dient dabei zur Klassifikation nach dem DSM und die „International Diagnostic Checklist“ dient als Checkliste für eine Klassifikation nach dem ICD-System. „DIA-X“ ist ein Erhebungsinstrument, das für beide Klassifikationssysteme geeignet ist.

## Symptome und Zeichen der Schizophrenie
Das krankheitsbedingte Erleben von Patienten mit einer Schizophrenie ist sehr vielgestaltig. Man unterscheidet unspezifische Symptome und charakteristische Symptome. Unspezifische Symptome treten nicht nur bei der Schizophrenie auf, sie helfen deshalb nicht bei dem Erkennen der Krankheit. Sie können aber ein Maß für die Schwere der Erkrankung sein. Charakteristische Symptome sind solche, die sich bei der Schizophrenie häufig finden. Man unterscheidet dabei charakteristische Symptome für die verschiedenen Krankheitsphasen und charakteristische Symptome für verschiedene Krankheitstypen der Schizophrenie. Bei den charakteristischen Symptomen im Verlauf der Krankheit unterscheidet man vor allem die Positiv- oder Plussymptomatik, die die akute Phase der Schizophrenie kennzeichnet, von der Negativ- oder Minussymptomatik, die im ganzen Krankheitsverlauf vorherrschend sein kann. Die vorherrschenden Symptome der Subtypen der Schizophrenie lassen sich unter den Stichworten Wahn für die paranoide Schizophrenie, affektive Veränderungen und Desorganisation des Denkens für die hebephrene Schizophrenie und psychomotorische Störungen für die katatone Schizophrenie zusammenfassen. Schließlich kann man noch Krankheitsmerkmale unterscheiden, die sich nur oder vorwiegend durch einen Bericht des Patienten erschließen lassen (Stimmenhören), und solche, die sich nur oder vorwiegend durch Beobachtung erschließen lassen (Bewegungsstarre). Dem Vorschlag Kurt Schneiders folgend unterscheidet Gerd Huber in seinem Lehrbuch abnorme Erlebnisweise und abnormen Ausdruck. Diese Unterscheidung spiegelt die begriffliche Differenz von klinischen Symptomen (Beschwerden des Patienten) und klinischen Zeichen (Befund einer körperlichen Untersuchung) wider.

### Unspezifische psychische Symptome
Es gibt eine Reihe von unspezifischen Symptomen bei der Schizophrenie. Solche Symptome erlauben nicht die Diagnose der Erkrankung. Sie treten auch bei anderen Erkrankungen auf und die Tatsache, dass ein Mensch solche Beschwerden hat, sagt nicht, dass er an einer Schizophrenie erkrankt ist. Aber viele Patienten mit einer Schizophrenie zeigen zusätzlich zu den charakteristischen Symptomen der Krankheit unspezifische Symptome. Eine Systematik der unspezifischen Symptome der Erkrankung kann auf verschiedene Weise erfolgen.

#### Vorpostensymptome der Schizophrenie
Eine Möglichkeit, die unspezifischen Symptome der Schizophrenie zu klassifizieren, besteht darin, die Vorpostensymptome der Erkrankung zu identifizieren. Diese Vorpostensymptome oder häufigen Frühzeichen der Erkrankung sind in Untersuchungen zum Beginn und Frühverlauf der Schizophrenie identifiziert worden. Die häufigsten Symptome im Frühverlauf der Schizophrenie sind: Unruhe, Depression, Angst, Denk- und Konzentrationsstörungen und Sorgen. Andere Untersucher haben als häufige Frühwarnzeichen bei 72 % der Betroffenen Ruhelosigkeit, bei 64 % Schlafstörungen, bei 62 % Nervosität, bei 60 % Schwierigkeiten bei der Arbeit sowie bei 56 % das Gefühl, nicht verstanden zu werden, gefunden.

#### Häufige Allgemeinsymptome bei Schizophrenen
Eine andere Möglichkeit, die unspezifischen Symptome der Schizophrenie zu klassifizieren, wird in Skalen zur Erfassung des psychopathologischen Befundes realisiert. Eine häufig benutzte Skala ist die Positiv- und Negativ-Syndrom-Skala (PANSS). Sie enthält neben sieben Positiv- und sieben Negativ-Symptomen auch eine Liste von sechzehn unspezifischen Symptomen wie Angst, Schuldgefühle, Sorge um körperliche Integrität oder Willensstörung.

### Charakteristische psychische Krankheitsmerkmale
Es gibt verschiedene Möglichkeiten, die charakteristischen psychischen Krankheitsmerkmale der Schizophrenie zu klassifizieren: nach dem Positiv-Negativ-Konzept, nach den Symptomen der akuten und chronischen Schizophrenie, nach häufig auftretenden Symptomen oder im Sinne der Erstrangsymptome nach Kurt Schneider.
Die Symptome der Schizophrenie können in die zwei Gruppen der Positiv- und Negativ-Symptome eingeteilt werden. Dabei sind die Positivsymptome solche, die bei einem akuten Schub der Erkrankung besonders deutlich zutage treten, und die Negativsymptome solche, die häufig als ein zeitlich überdauerndes Merkmal der Krankheit imponieren. Als Negativsymptome gelten die so genannten „sechs A“ nach Andreasen: Affektverflachung, Alogie (Sprachverarmung), Abulie/Apathie (Willenlosigkeit), Anhedonie (Unfähigkeit, positive Gefühle zu empfinden), Aufmerksamkeitsstörungen und Asozialität (Störung der Kontaktfähigkeit). Die häufigsten Positivsymptome sind: Wahn, Halluzinationen, Denkstörungen und Ich-Erlebnisstörungen. Obwohl das dichotome Modell der Schizophrenie, das Nancy Andreasen in dieser Arbeit vorgestellt hat, einer kritischen Überprüfung nicht standhielt, war die Einführung des Positiv-Negativ-Konzeptes in der Schizophrenieforschung überaus erfolgreich.
Wenn man nach Tim Crow die Schizophrenie in Typ-I- und Typ-II-Schizophrenie unterteilt, dann ergibt sich eine Ordnung der Symptome danach, ob sie vorwiegend in der akuten oder in der chronischen Phase auftreten. Die häufigsten Symptome der akuten Phase sind u. a.: Mangel an Krankheitseinsicht, akustische Halluzinationen und Wahn. Die häufigsten Symptome der chronischen Phase sind u. a.: sozialer Rückzug, Antriebsarmut und Sprachverarmung. Diese Klassifikation der Schizophrenie konnte aber in nachfolgenden empirischen Untersuchungen nicht repliziert werden.
Die Erstrangsymptome der Schizophrenie nach Kurt Schneider sind:
- Wahnwahrnehmung,
- die dialogischen und kommentierenden akustischen Halluzinationen
- Gedankeneingebung, Gedankenentzug, Gedankenausbreitung und Willensbeeinflussung,
- andere Beeinflussungserlebnisse mit dem Charakter des von außen Gemachten (z. B. leibliche Beeinflussungserlebnisse).

Die empirisch häufigsten Symptome der Schizophrenie sind: Störungen von Denken und Sprache (hier vor allem die Denkzerfahrenheit), Störungen der Affektivität (Affektverflachung und Depressivität), Halluzinationen (dialogische und kommentierende Stimmen), Wahn (z. B. der Verfolgungswahn) und Ich-Störungen (die sogenannten Störungen der Meinhaftigkeit des Erlebens).
Durch die Untersuchung von Symptomgruppen haben verschiedene Untersucher Hypothesen für eine Subklassifikation der Schizophrenie aufgestellt, die das alte Klassifikationssystem nach Kraepelin (paranoid, hebephren, kataton) ablösen sollte. Überraschenderweise haben sich fast alle Versuche, das alte System der Subtypen zu ersetzen, als untauglich erwiesen. Das Konzept der Syndromcluster nach Liddle (Realitätsverzerrung, psychomotorische Verarmung und Desorganisation) erscheint verschiedenen Autoren als erfolgversprechender, da es den empirischen Nachweis und die klinische Beobachtung stützt, dass schizophrene Patienten im Verlauf ihrer Erkrankung Symptome der verschiedenen Subtypen im Wechsel zeigen können.

#### Erlebnisweise und Ausdruck
In Anlehnung an Kurt Schneider unterscheidet Gerd Huber die abnorme Erlebnisweise vom abnormen Ausdruck. Als abnorme Erlebnisweise der Schizophrenen gelten demnach vor allem die Symptome ersten Ranges nach Schneider, die sich auch als Symptomgruppe 1–4 im ICD-10 finden. Die Tabelle gibt einen nach Huber modifizierten Überblick:
| Abnorme Erlebnisweise                                                                                           | Symptome ersten Ranges | Symptome zweiten Ranges |
| --- | --- | --- |
| - Akustische Halluzinationen - Leibhalluzinationen - Andere Halluzinationen - Schizophrene Ich-Störungen - Wahn | - Dialogische Stimmen, Kommentierende Stimmen, Gedankenlautwerden - Leibliche Beeinflussungserlebnisse - Gedankeneingebung, Gedankenentzug. Gedankenausbreitung, Willensbeeinflussung - Wahnwahrnehmung | - Sonstige akustische Halluzinationen - Zönästhesien im engeren Sinne - Optische Halluzinationen, Geruchshalluzinationen, Geschmackshalluzinationen - Einfache Eigenbeziehung, Wahneinfall |

| Ausdruckssymptome im weiteren Sinne | schizophrene Ausdrucksstörungen im engeren Sinne |
| --- | --- |
| - Formale Denkstörungen: (Denkzerfahrenheit und Gedankenabbrechen). - Katatone Störungen - Affekt und Kontaktstörungen - Ausdrucksstörungen im engeren Sinne | - Psychomotorik: „Verlust an Grazie“ - Mimik: „Paramimie“ - Sprachlicher Ausdruck: Neologismen, Flickworte, Verschrobene Sprache - Ganzheitliche Ausdrucksverzerrungen: distanzloses oder bizarres Verhalten |

### Körperliche Symptome und Zeichen
Patienten mit einer Schizophrenie zeigen bestimmte körperliche Symptome, sogenannte „neurological soft signs“ (nichtlokalisatorische neurologische Zeichen). Zu ihnen zählen vor allem Störungen komplexer Bewegungsmuster, aber auch abnorme unwillkürliche Bewegungen und intermittierende Sakkaden

Die Bewertung solcher Phänomene wie der gestörten Augenfolgebewegung bei schizophrenen Patienten und ihren nächsten Angehörigen ist umstritten. Manche Autoren haben vermutet, es handele sich um einen so genannten intermediären Endophänotyp, eine Störung, die genetisch bedingt ist und eng mit der physiologischen Ursache der Schizophrenie verknüpft ist. Diese Hypothese ist allerdings umstritten, wiewohl das Konzept der Endophänotypen im Rahmen einer neurobiologischen Ursachenforschung zur Schizophrenie sehr populär ist.

### Technische Untersuchungsbefunde
Generell gilt, dass Patienten mit einer Schizophrenie bei technischen Untersuchungen keine Auffälligkeiten zeigen. Die körperliche Gesundheit gilt gemäß den Diagnosekriterien des ICD als Voraussetzung dafür, dass die Diagnose einer Schizophrenie gestellt werden darf. Die Ausnahmen von dieser Regel werden in dem oben genannten Hauptartikel ausführlich diskutiert. Unabhängig davon findet man bei Patienten, die schon länger erkrankt sind und eine chronische Verlaufsform der Erkrankung zeigen, aufgrund von Begleiterkrankungen nicht selten Blutbildveränderungen. So können Neuroleptika geringfügige Erhöhungen der Leberwerte verursachen. Manche Patienten zeigen Verhaltensanomalien (z. B. eine wahnhaft induzierte Polydipsie), die sich dann in veränderten Laborwerten darstellen (im Falle der Polydipsie eine Erniedrigung der Serum-Natriumwerte).

## Die operationalisierte Diagnose der Schizophrenie
Um den Diagnoseprozess der Schizophrenie (wie für alle seelischen Erkrankungen) nach ICD- oder DSM-5 zu verstehen, muss man einige Grundprinzipien aktueller Klassifikationssysteme in der Psychiatrie kennen.
Diese sind:
- Das Konzept der operationalisierten Diagnostik
- Das Phänomen der Komorbidität
- Das Prinzip der multiaxialen Diagnostik

### Operationalisierte Diagnostik
Um eine operationalisierte Diagnostik für eine Erkrankung vornehmen zu können, braucht man zwei Dinge: erstens diagnostische Kriterien, also Symptome, Zeichen, Befunde, Zeit- und Verlaufskriterien im Sinne von Einschluss- und Ausschlusskriterien; zweitens Entscheidungs- und Verknüpfungsregeln für diese Kriterien.
Die Symptomkriterien werden in Lehrbüchern der Psychopathologie oder in den Handbüchern und Manualen zu psychiatrischen Skalen genau beschrieben und sind oftmals vom alltäglichen Sprachgebrauch verschieden. Die benutzen Begriffe, wie „Episode“ oder „Störung“ unterliegen ebenfalls genauen Definitionen und dürfen nicht mit Alltagsbegriffen verwechselt werden. Die Operationalisierung erfolgt unterschiedlich streng, für Forschungszwecke etwa werden strengere Kriterien angelegt.
Für die Schizophrenie unterscheidet der ICD-Katalog allgemeine diagnostische Kriterien für die Schizophrenie und einen Ausschlussvorbehalt. Dann werden diagnostische Kriterien für die Subtypen der Erkrankung (paranoid, hebephren, kataton und undifferenziert) vorgeschrieben, sowie für die postschizophrene Depression, das schizophrene Residuum und die Schizophrenia simplex. Außerdem werden Regeln für die Verlaufsbilder angegeben.
Der diagnostische Algorithmus zur Schizophrenie sieht gemäß ICD-10 folgendes vor. Es wird zuerst ein Zeitkriterium definiert: Die Symptome müssen mindestens einen Monat kontinuierlich vorliegen. Sodann werden zwei Reihen von Symptomgruppen definiert. Die erste Reihe umfasst die Symptomgruppen 1 – 4 Die zweite Reihe umfasst die Symptomgruppen 5 – 9. Dabei stimmt die Symptomgruppe 1 – 4 nach dem ICD-10 inhaltlich weitgehend mit den Erstrangsymptomen nach Kurt Schneider überein.
Zum Abschluss wird Ausschlussvorbehalt definiert. Eine Schizophrenie soll nicht diagnostiziert werden, wenn die Symptomkonstellation eher auf ausgeprägte manische oder depressive Zustände schließen lässt. (Differenzialdiagnose resp. Differenzialtypologie nach K. Schneider gegen andere „endogene Psychosen“) oder wenn eine somatische Gehirnerkrankung vorliegt (Tumor) oder wenn Hinweise für Intoxikationen oder Substanzentzug als Ursache für die Symptome vorliegen (Differenzialdiagnose gegen körperlich bedingte Störungen = „organische Psychosen“).
Der Algorithmus lautet dann: Wenn ein eindeutiges Symptom der Symptomgruppe 1 – 4 oder zwei eindeutige Symptome der Symptomgruppen 5 – 9 mindestens einen Monat kontinuierlich vorliegen und sich keine Ausschlusskriterien finden, darf die Diagnose einer Schizophrenie gestellt werden.
Für die Schizophrenie wird dann noch die Krankheit den Subtypen nach dem ICD zugeordnet und das Verlaufsbild mit Hilfe von acht verschiedenen Regeln klassifiziert. Eine operationalisierte ICD-Diagnose der Schizophrenie kann dann etwa so aussehen:
- Wenn ein Patient über mindestens einen Monat einen kulturell unangemessenen Wahn zeigt (Symptom der Symptomgruppe 1 – 4),
- Wenn Symptome der anderen Subtypen im Hintergrund stehen (z. B. katatone Symptome),
- Wenn die Ausschlusskriterien erfüllt sind,
- Wenn die Symptome schubförmig über mehrere Jahre immer wieder aufgetreten sind und
- Wenn der Patient zwischen den akuten Krankheitsphasen symptomfrei oder symptomarm war, lautet die Diagnose:
  - Paranoide Schizophrenie (Subtyp Nr. 1) F 20. 0
  - Episodisch remittierend (Verlaufskriterium Nr. 3). x3.

Die vollständige Notation heißt dann: Paranoide Schizophrenie, episodisch remittierend (ICD-10 F 20. 03).

### Komorbidität
Mit dem Begriff der Komorbidität meint man das gemeinsame Auftreten verschiedener Erkrankungen. Die Diagnoseregeln des ICD-10 fordern, dass man kein Symptom unterschlägt, weil es nicht zu einer Diagnose passt, sondern so viele Diagnosen stellt, wie zur Abbildung aller gefundenen Symptome notwendig sind. Dieses Vorgehen ist keineswegs selbstverständlich, was erst im Vergleich mit historischen Konzepten, etwa Karl Jaspers Schichtenregeln klar wird.
In den modernen Diagnosesystemen geht man von solchen, zwar naheliegenden, aber dennoch empirisch nicht belegbaren Vorannahmen ab. Die Gründe dafür sind vielfältig:
- Patienten mit mehreren Erkrankungen sind schwerer erkrankt und ihre Prognose ist ungünstiger.
- Die Komorbidität kann Hinweise auf die Ätiologie einer Erkrankung geben.
- Wenn man die Schichtenregel verlässt, ändern sich die Prävalenzzahlen: Bestimmte Diagnosen treten dann häufiger auf.

Die Einführung des Konzeptes der Komorbidität hat ergeben, dass bestimmte Erkrankungen (beispielsweise Sucht oder Persönlichkeitsstörungen) häufig kombiniert auftreten. Dieses Phänomen wird unterschiedlich erklärt, etwa so, dass komorbide Erkrankungen Folge einer bestimmten anderen Erkrankung seien (Beispiel: Sucht als Folge der Angst), dass die Komorbidität auf gemeinsame Ursachen verschiedener Erkrankungen hinweist (Beispiel: Angst und Depression) oder dass die Komorbidität ein Artefakt aufgrund unscharfer diagnostischer Kriterien oder fehlerhafter Diagnosealgorithmen sei (Beispiel: abhängige Persönlichkeit und soziale Phobie).

### Multiaxiale Diagnostik
Der Grundgedanke der multiaxialen Diagnostik in der Psychiatrie ist die Überlegung, alle Lebensumstände, die zum Krankheitsverlauf beitragen, formalisiert darzustellen. Der Tatsache, dass solche Lebensumstände eine große Bedeutung haben, hat schon Kraepelin mit seinem Begriff der „pathoplastischen“ Bedingungen Rechnung getragen. In den modernen multiaxialen Ansätzen ist dies systematisch ausgeführt.
Historisch gesehen gibt es drei Vorläufer der multiaxialen Diagnostik:
- Kretschmers Überlegungen zur mehrdimensionalen Diagnostik,
- Das Zwei-Achsen-System (Symptom und Ätiologie) von Essen-Müller und Wohlfahrt von 1949.
- Das Mehrachsensystem von Rutter aus dem Jahr 1969.[32][33]

Es gibt viele Ansätze zur multiaxialen Diagnostik und keine Übereinstimmung, welche Achsen notwendig sind. Aus diesem Grund soll hier lediglich der multiaxiale Ansatz nach ICD-10 dargestellt werden. Im ICD-10 gibt es für seelische Erkrankungen drei Achsen. Achse I beschreibt die klinischen Diagnosen, Achse II die so genannten psychosozialen Funktionseinschränkungen und Achse III Probleme der Lebensführung und Lebensbewältigung. Das DSM kennt fünf Achsen. Achse I-III entspricht den klinischen Diagnosen des ICD-10, Achse V erfasst das soziale Funktionsniveau und Achse IV psychosoziale und umgebungsbedingte Probleme. In der folgenden Tabelle werden die Achsen von ICD und DSM gegenübergestellt.
| ICD-10 | DSM-IV-TR |
| --- | --- |
| - Achse I: klinische Diagnose psychischer Störungen. - Achse I: klinische Diagnose Persönlichkeitsstörungen und Intelligenzminderung. - Achse I: klinische Diagnose körperlicher Krankheiten. - Achse II: Grad der sozialen Anpassung oder Behinderung. (WHO DAS-S) - Achse III: psychosoziale Faktoren und Umweltfaktoren. (nach ICD-10 Z) | Achse I: klinische Störungen. xxx Achse II: Persönlichkeitsstörungen und geistige Behinderung. Achse III: medizinische Krankheitsfaktoren. Achse V: Beurteilung des Funktionsniveaus (GAF) Achse IV: psychosoziale und umgebungsbedingte Probleme. |

Die Ergebnisse der Achsenbeurteilung können nun einerseits als ICD-Diagnosen dargestellt und andererseits als numerische Werte anhand von Skalen angegeben werden.
- Achse I: ICD-10 F 20. 00 (paranoide Schizophrenie, kontinuierlich)
- Achse II: Global Assessment of Functioning Scale von 50, analoge Werte für den WHO-Disability Diagnostic Scale.
- Achse III: ICD-10 Z56. 0 (Arbeitslosigkeit); ICD-10 Z60. 2 (alleinlebende Person); ICD-10 Z 59. 6 (niedriges Einkommen)

Auf diese Weise gelingt es, systematisch wichtige Umstände zu erfassen, die den Schweregrad einer Erkrankung aufzeigen. Darüber hinaus ist es durch die Formalisierung möglich, die erfassten Daten rechnergestützt auszuwerten und für Studien zu vergleichen. Für die psychiatrische Forschung sind multiaxiale Ansätze heute unverzichtbar.
Das Hauptproblem der multiaxialen Diagnostik ist die Vielfalt der Systeme und der mangelnde Konsens über die Verwendung der verschiedenen Typen. Dies schränkt den Wert der Verfahren, nämlich die Vergleichbarkeit für wissenschaftliche Studien, ein. Zudem zeigen manche Achsen inhaltliche Überschneidungen, sind also nicht unabhängig voneinander.

## Differenzialdiagnose
Die Differenzialdiagnose der Schizophrenie ist vielgestaltig. Generell unterstellt man dabei folgende Vorannahme: Die Schizophrenie ist immer eine Psychose, aber nicht alle Psychosen sind eine Schizophrenie. Als Kernfrage kann man dann formulieren, bei welchen Erkrankungen die häufigsten Positivsymptome der Schizophrenie (Wahn und Halluzinationen) auch auftreten können und wie man solche Erkrankungen von der Schizophrenie abgrenzt. Dabei soll die Schizophrenie gegen substanzinduzierte Psychosen, somatische Erkrankungen und andere psychische Störungen abgegrenzt werden.

### Differenzialdiagnose gegen somatische und substanzinduzierte Störungen
Der ICD-Katalog definiert in diesem Sinne, dass eine Schizophrenie nicht diagnostiziert werden soll, wenn die psychotische Symptomatik als Folge einer Intoxikation oder eines Entzuges auftritt (Alkohol, Drogen, Medikamente) oder in Begleitung einer körperlichen Erkrankung des Gehirns erscheint (Epilepsie, Gehirntumor, Schädel-Hirn-Trauma, Infektion des Zentralnervensystems etc.). Hier erfolgt die Differenzialdiagnose durch einen Ausschluss einer körperlichen Erkrankung. Die Leitlinie der Differenzialdiagnose lautet demnach, dass die Diagnose einer Schizophrenie nur gestellt werden soll, wenn der betreffende Patient körperlich gesund ist und keine psychotropen Substanzen einnimmt.

### Differenzialtypologie gegen andere psychische Störungen
Sodann erfolgt die Abgrenzung der Schizophrenie gegen andere psychische Störungen. Die Abgrenzung gegen andere Psychosen, insbesondere gegenüber den affektiven Störungen, bezeichnet man nach K. Schneider nicht als Differenzialdiagnose, sondern als Differenzialtypologie, da die Ursache der Schizophrenie unbekannt ist. Hier kommen an erster Stelle in Frage die:
- Anhaltende wahnhafte Störung (F 22)
- Akute Psychose (F23)
- Schizoaffektive Störung (F25)

Sowie die affektiven Psychosen:
- Depression mit psychotischen Symptomen (F32/33)
- Manie oder bipolare Störung mit psychotischen Symptomen (F30/31)

Üblicherweise wird die Abgrenzung vorgenommen, indem man zwei Kriterien zum Anschlag bringt, nämlich den Verlauf und das Fehlen oder Überwiegen der Symptomgruppe 1 – 4 nach dem ICD bzw. der Erstrangsymptome nach Schneider. Wenn im Verlauf der Erkrankung die Psychose schnell auftritt, schnell und vollständig remittiert und dann keine weitere psychotische Symptomatik mehr auftritt, soll die Diagnose einer akuten Psychose gestellt werden (F23). Wenn bei den Patienten schizophrene Symptome und depressive oder manische Symptome in der gleichen Intensität vorliegen, soll die Diagnose einer schizoaffektiven Störung gestellt werden (F25). Für den Fall, dass bei den Patienten nur Wahnsymptome auftreten und diese über längere Zeit anhalten soll die Diagnose einer anhaltend wahnhaften Störung gestellt werden. Ist der Wahn kurzzeitig und vorübergehend, wird die Diagnose einer akuten wahnhaften psychotischen Störung gestellt (F22 oder F23. 3). Treten bei einem Patienten psychotische und affektive Symptome auf, wobei aber die Symptome aus dem Kreis der affektiven Störungen überwiegen, wird die Diagnose einer affektiven Störung gestellt (F3x). Das Auftreten isolierter Symptome, wie Halluzinationen oder eines kulturell angepassten Wahns ist nicht wegweisend für eine Schizophrenie und gilt nach Überzeugung verschiedener Autoren auch nicht immer als Krankheitszeichen.

#### Exkurs: Klassifikation der sogenannten Schizoaffektiven Störung
Janzarik hat mit der Bezeichnung „Psychose des schizoaffektiven Zwischenbereiches“ eine Erkrankung beschrieben, bei der es zu einem gleichzeitigen Auftreten schizophrener und manischer bzw. depressiver Symptome kommt. Damit wird eine Erkrankung bezeichnet, die der ICD mit dem Begriff „Schizoaffektive Störung“ unter F25 behandelt.
Diese Erkrankung ist von anderen Autoren mit unterschiedlichen Begriffen bezeichnet worden. Schneider hat von „Zwischen-Fällen“ zwischen den affektiven und schizophrenen Psychosen gesprochen, Kasanin sprach von „schizoaffektiven Psychosen“, Leonhard von „unsystematischen“ oder „zykloiden Psychosen“ und die skandinavische Schule (Langfeldt) von „schizophreniformen Psychosen“
Karl Leonhard hat sechs Hauptgruppen der endogenen Psychosen unterschieden:
- Die drei phasischen Psychosen (ohne die Zykloiden):
  - Unipolare Manien
  - Unipolare Depressionen
  - Bipolare Krankheit

- Die zykloiden Psychosen: Angst-Glücks-Psychose, Erregt-gehemmte Verwirrtheitspsychose, Hyperkinetisch-akinetische Motilitätspsychose
- Die unsystematischen Schizophrenien: Affektvolle Paraphrenie, periodische Katatonie etc.
- Die systematischen Schizophrenien: Katatonien, Hebephrenien und Paraphrenien.[39]

Dabei sollten die zykloiden Psychosen eine gute Prognose haben und „defektfrei“ ausheilen.
Zur Frage der Diagnostik und Prognose der schizoaffektiven Psychose haben sich Huber und Mitarbeiter in der „Bonn Studie“ geäußert. Hier wurden vier Psychosetypen des schizoaffektiven Zwischenbereiches gefunden und ihre Prognose war insgesamt signifikant günstiger als die des Gesamtkollektivs der Bonner Schizophrenie-Studie. Huber bezeichnet diesen Erkrankungstyp als „schizoaffektive Psychosen“ nach Kasanin, Spitzer und Angst oder „zykloide Psychosen“ nach Leonhard und Perris.
Die Übereinstimmung von „zykloiden Psychosen“ und der „schizioaffektiven Störung“ ist von anderen Autoren in Frage gestellt worden. Michael Zaudig unterscheidet zwei Konzepte von Psychosen mit guter Prognose, die traditionellen Konzepte der „Bouffee delirante“, der „zykloiden Psychose“ und der „Schizoaffectiven“ nach Kasanin auf der einen Seite und die „Schizoaffektiven Psychosen“ nach den Kriterien von Kendell, Welner, DSM und ICD. Dabei soll Zaudig zufolge keine Übereinstimmung der beiden Gruppen bestehen. Neuere Arbeiten der Gruppe um Beckmann unterstreichen die Tatsache, dass die sog. „zykloiden Psychosen“ nicht zu den affektiven Störungen (bipolare Störung) zu rechnen sind.
In dem Lehrbuch von Mathias Berger wird die „Schizoaffektive Störung“ als eine Krankheit beschrieben, bei der eine Unsicherheit besteht, ob sie den affektiven oder schizophrenen Erkrankungen zuzuordnen sei. Das Konzept der schizoaffektiven Psychose bleibe kontrovers. Die Leohard-Klassifikation mit ihren Konzepten der zykloiden Psychose und unsystematischen Schizophrenie versuche dieser Unsicherheit abzuhelfen. Es werden verschiedene Möglichkeiten diskutiert, wie die schizoaffektive Störung einzuordnen sei.
Im ICD wird die „zykloide Psychose“ nicht als mit der „Schizoaffektiven Störung“ identisch angenommen. Sie wird unter den „Sonstigen nichtorganischen psychotischen Störungen“ eingeordnet (ICD-10 F 28).
Damit bleibt festzuhalten, das Leonhard vier Gruppen von Psychosen unterscheidet: die affektiven, die zykloiden, die unsystematischen und die systematischen Psychosen. In der deutschen Psychiatrie haben Huber und Zaudig die Übereinstimmung der zykloiden Psychosen mit der schizoaffektiven Störung des ICD gesehen und Beckmann und Mitarbeiter die zykloiden Psychosen als eigenständige Gruppe unabhängig von der schizoaffektiven Störung und den bipolaren Störungen angenommen.

## Zusammenfassung
Wenn Patienten von Halluzinationen und Wahn berichten und dabei ängstlich und beunruhigt sind, kann die akute psychotische Episode einer Schizophrenie auch von Laien erkannt werden. Aber diese Krisen kennzeichnen das Leben eines Menschen mit einer Schizophrenie meist nur für kurze Zeiträume. Unabhängig von den akuten psychotischen Episoden ist das Erleben der Patienten meist von Defiziterfahrungen geprägt: Depressivität, soziale Behinderung und gesellschaftliche Stigmatisierung gehören dabei genauso zum Alltag der Kranken wie Stimmenhören und wahnhafte Befürchtungen.
Die Beurteilung von Ausmaß und die Unterscheidung aller damit einhergehenden Beschwerden erfordert nicht nur Erfahrung und Übung, sondern auch eine Verständigung der Untersucher über gemeinsame Standards zur Beurteilung der verschiedenen Items. Aus diesem Grund wurden Erhebungsinstrumente entwickelt, deren Anwendung eine besondere Einarbeitung und Schulung erfordert. Dasselbe gilt für die operationalisierte Diagnose der Erkrankungen nach den internationalen Klassifikationssystemen. Hier ist vor allem die Abstimmung von Erhebungsinstrument und Klassifikationssystem (z. B. SCID und DSM) von Vorteil.
Durch die Verwendung solcher standardisierter Verfahren wird in der Psychiatrie eine Vergleichbarkeit von Daten in wissenschaftlichen Studien erreicht, die die Untersuchung großer Fallzahlen überhaupt erst möglich macht. Das Ziel dieser standardisierten Verfahren ist die Etablierung der evidenzbasierten Medizin im Falle der Behandlung der Schizophrenie.